# 婁叡

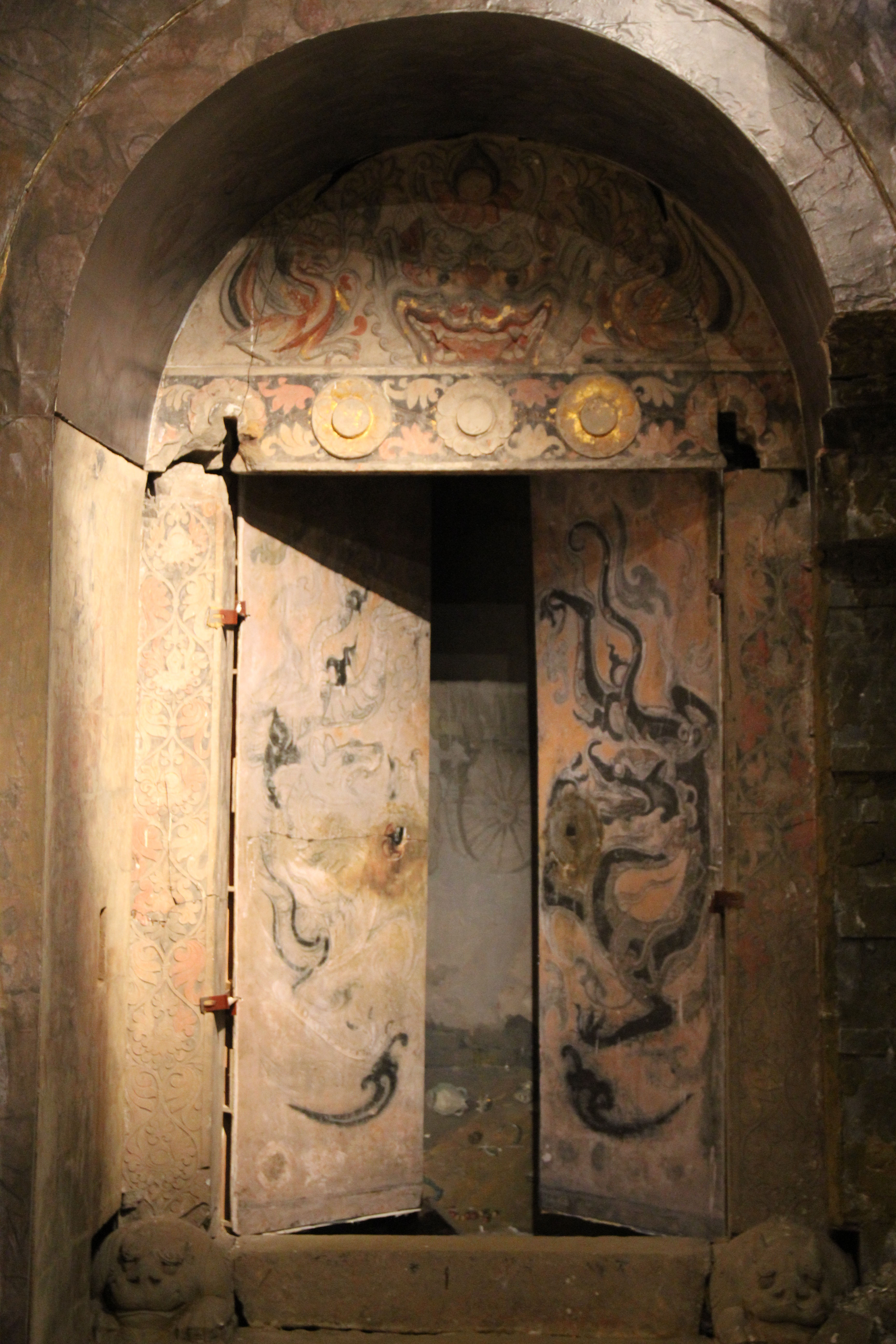
娄叡墓

娄叡（6世纪—570年2月25日），字佛仁，代郡平城（今山西大同市东北古城）人。北魏南部尚书娄拔（一作娄壮）子，北齐神武明皇后娄昭君之侄，北魏、东魏、北齐官员。

## 生平
娄叡幼孤，被叔父娄昭所养。年轻时善骑射，有武干，开始作为高欢帐内都督。魏孝武帝太昌元年（532年）于韩陵之战从高欢破尔朱氏，转任開府儀同、骠骑大将军，封掖县子。累進光州刺史，后改封九门县公。北齐立国后，授领军将军，别封安定侯，为瀛州刺史。天保七年（556年），討破魯陽蛮。皇建元年（560年）以外戚封東安王，任丰州刺史。齐孝昭帝大寧元年（561年），进位司空。齐武成帝河清元年（562年）高归彦在冀州叛，婁叡镇压有功，拜司徒。河清三年（564年）以殺人罪被尚書左丞宋仲羨弹劾，被赦免，担任太尉。在軹关击败北周軍，俘获北周将軍楊𢷋，以军功进大司马，率军赴悬瓠。娄叡停军百日不进，纵情财色、多行非法，免官。天統元年（565年）担任太尉，天統二年（566年）再任大司馬。天統三年（567年）任太傅。武平元年二月初五（570年2月25日），去世。追贈右丞相、朔州刺史，諡号武恭王。

## 家庭

### 夫人
- 杨氏，封东安王郡君[1]

### 子女
- 婁子彦，北齐散骑侍郎、开府仪同三司、广安郡王
- 婁仲彦，北齐通直散骑侍郎[1]

## 婁叡墓
1979年，婁叡墓發現於山西太原市南郊晋祠镇王郭村西南1公里处。1979年—1981年对其墓进行发掘清理。占地400余平方米，底部东西长175米，南北深21.5米。墓中出土陶俑、镇墓兽、釉陶器、瓷器、玉器等随葬品共计八百七十余种，出土文物有绿釉贴花灯、贴花瓷瓶、螭柄鸡首壶等。该墓最重要的发现是墓室墓道内的大型彩绘壁画。壁画面积计240多平方米，保存完好的约有200.55平方米。壁画大部分高为1.5—1.7米，墓室正壁高2.9米。墓内共有壁画71幅，内容分两大部分：一部分墓道、天井中下层和甬道、墓室的下栏以长卷形式描绘了墓主人生前的戎马生活场面，有出行、归来、宴享等。另一部分绘在墓门甬道与天井上栏，则表现了墓主人死后升天、回归西方净土的虚幻境界，有神鬼鸟兽等。墓道兩壁繪有騎兵侍衛隊、負物駝馬隊、軍樂儀仗隊等。表現儀衛出行與歸來的場面。甬道與天井兩壁，上欄繪神獸雲氣，下欄繪持劍武士。发掘出的壁画《出行图》，图中旗帜式样与徐显秀墓壁画《出行图》中的用旗一致。

### 娄叡墓志
齐故假黄钺右丞相东安娄王墓志之铭

王讳叡，字休□（《北齐书》载“佛仁”），太安狄那汗殊里，武明皇太后兄子也。观夫崇墉厚跖，峭拟削成，远叶长枝，郁同扶木。至乃世禄克昌之盛，缔构积德之初，固已备诸图篆，可得而略。祖司徒公太原王，考南部尚书恒州刺史，并庄情秀发，胆略纵横，自致青霄，大恢鸿烈。所以弓冶之业弗亏，缁衮之荣逾茂。昌家佐国，爰挺异人。气蕴风云，才兼文武，质贞金玉，道备卷舒。淳粹和雅，孝慈谦慎，雄豪之望，时论推揖。扫清之怀，独得襟抱。不应州郡之请，岂屑王侯之币。戢翼徘徊，俟时而作。永安之未，凶胡肆梗，主弑国颠，皇纲幅裂。高祖神武皇帝膺白雀之贶，建黄鸟之旗，静四海之群飞，雪万国之忧耻。复禹祠夏，龛难定功。我为御侮，载宣其力。中兴初，以军功除安东将军挺县开国子，迁使持节光州刺史，徵为右卫将军，封九门县开国公，开府仪同三司，复封永宁县开国男，除骠骑大将军，封受得县开国侯领军将军，迁使持节瀛州刺史开府仪同三师，加特进，食常山郡干。皇建元年，并永宁、受得、九门三邑，封南青州东安郡王使持节丰州刺史，复为开府仪同三司，迁司空公，转司徒公，换太尉公，除豫州道大行台尚书令，迁大将军，封始平县开国公，复除太尉公判领军大将军府事，寻以本官兼并省尚书令，出为使持节肆州刺史，迁大司马，转太傅，增邑一千，通前二千户，使持节并州刺史，别封许昌郡开国公兼录尚书事，迁太师仍并州刺史。昔胡广频登槐铉，陈群久处台阁，未兼连率之任，讵荷推毂之重。今则以师傅之尊，将相之贵，总录帝机，访求民瘼，庶绩以之熙雝，黔黎以之康阜。抑当今之良牧，信一代之名公。但报施参差，天道芒昧，忽捐馆舍，摧我栋梁。武平元年二月五日薨于位。天子举哀，百僚赴吊。赠帛百万匹，追赠假黄钺、右丞相、太宰、太师、太傅、使持节、都督冀定瀛沧赵幽青齐济朔十州诸军事、朔州刺史，开国王如故，谥恭武王，礼也。以其年五月八日窆于旧。黄鹤虽呼，万秋不寤；白日终见，千龄有期。敬刊贞石，以志泉户，式矜不朽，乃为铭曰：
箕尾曜精，恒碣炳灵，眇寻鸿胄，无绝风声。天锡纯嘏，踵武清英，玉堂崇构，兰苏播馨。世载其德，高明柔克，忠诚礼让，虚淡渊嘿。言斯可范，行斯可则，三杰之英，万夫之特。水行将谢，猬毛大起，霸后扶持，群方顺纪。预劳栉沐，参图经始，挥翼九霄，骋足千里。禁营五校，宿卫八屯，骑枭豹虎，士庄荆贲。仗设兰錡，马候期门，督领斯寄，式遏攸存。坐而论道，比曜三台，洞启黄阁，引辟英才。朝凭羽翰，政俟盐梅，方为虚老，翻掩夜台。追荣备典，龙旗鸾辂，骑吹悲翁，铙歌芳树。山飞瞑雨，陇浮朝雾，死如可赎，秦诗请赋。

## 延伸阅读
[在维基数据编辑]
 《北齊書·卷48》，出自李百药《北齊書》
 在维基共享资源阅览影像